# Нарењо (Ливорно)
Нарењо је насеље у Италији у округу Ливорно, региону Тоскана.
Према процени из 2011. у насељу је живело 57 становника. Насеље се налази на надморској висини од 7 м.